# Saint-Usage (Côte-d'Or)
Saint-Usage is een gemeente in het Franse departement Côte-d'Or (regio Bourgogne-Franche-Comté). De plaats maakt deel uit van het arrondissement Beaune. Saint-Usage telde op 1 januari 2022 1.330 inwoners.

## Geografie
De oppervlakte van Saint-Usage bedroeg op 1 januari 2022 9,36 vierkante kilometer; de bevolkingsdichtheid was toen 142,1 inwoners per km².
De onderstaande kaart toont de ligging van Saint-Usage met de belangrijkste infrastructuur en aangrenzende gemeenten.

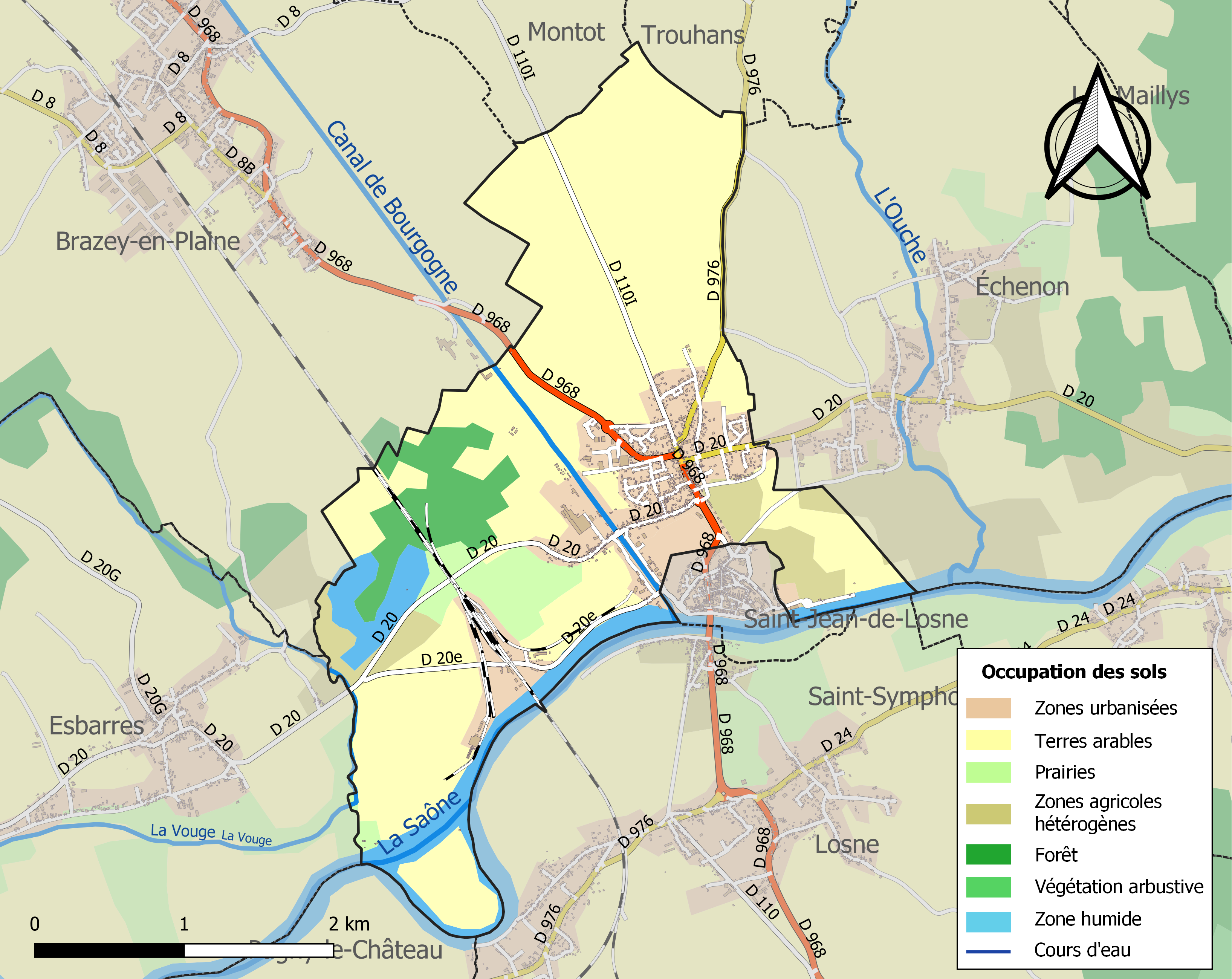

## Demografie
Onderstaande figuur toont het verloop van het inwonertal (bron: INSEE-tellingen).